# Novomîhailivske, Vilneansk
Novomîhailivske (în ucraineană Новомихайлівське) este un sat în comuna Mîhailo-Lukașeve din raionul Vilneansk, regiunea Zaporijjea, Ucraina.

## Demografie
Componența lingvistică a localității Novomîhailivske
     Ucraineană (91,36%)
     Rusă (8,64%)
Conform recensământului din 2001, majoritatea populației localității Novomîhailivske era vorbitoare de ucraineană (91,36%), existând în minoritate și vorbitori de rusă (8,64%).